# سیستم ترشحی نوع ۳
سیستم ترشحی نوع ۳ یا جسم‌تزریق‌کننده (injectosome)، که به اختصار با TTSS نشان داده می‌شود؛ یک‌نوع از شش‌سیستم ترشحی باکتری‌های گرم‌منفی است.
این سیستم، در مورد باکتری‌های بیماری‌زا، به‌صورت یک‌ساختار شبه‌سوزنی و البته ابزاری حساس به سلول‌های یوکاریوتی عمل می‌کند و مانند یک پروب، سلول یوکاریوتی را شناسایی و سپس مولکول خود را به آن، تزریق می‌نماید. آن‌مولکول نیز به نوبهٔ خود، با راه‌هایی چون تضعیف سیستم ایمنی میزبان، باعث بقای باکتری می‌شود.
بیش‌تر پژوهش‌ها در مورد TTSS بر گونه‌هایی از شیگلا (عامل دیسانتری باسلیری)، سالمونلا (تب تیفویید)، اشرشیاکولی (فلور روده، گونه‌هایی که باعث مسمومیت غذایی می‌شود)، ویبریو (گاستروانتریت و اسهال)، بورخولدریا، یرسنیا (طاعون)، کلامیدیا (بیماری‌های منتقلهٔ جنسی)، پسودوموناس و بعضی از پاتوژنهای گیاهی، صورت گرفته‌است.
سیستم فوق از حدود ۳۰ نوع پروتئین مختلف ساخته‌شده که آن را به یک‌سیستم پیچیده برای ترشح تبدیل می‌کند.
تحلیل‌های موجود به این نکته اشاره دارند که سیستم‌ترشح‌نوع۳ و مکانیسم تاژکهای حرکت‌دهنده، نیایی مشترک دارند؛ درحالی‌که به صورت مستقل از یکدیگر تکامل یافته‌اند

## تاثیر آن در نظریه تحول‌گونه‌ها
ریچارد داوکینز در پاسخ به نظر میلر، مبنی بر «عدم تبعیت سیستم تاژکی باکتری‌ها از فرگشت» و «ادعای پیچیدگی تجزیه ناپذیر در تاژک‌های باکتری‌ها»، در کتاب  پندار خدا این‌گونه نوشته‌است: «میلر در مورد موتور دَوَرانی باکتری‌ها توجه ما را به مکانیزمی جلب می‌کند که سیستم ترشحی نوع سوم یا به اختصار تی تی اس اس خوانده می‌شود. کار تی تی اس اس ایجاد حرکت دورانی نیست، بلکه یکی از چندین سیستمی است که باکتری‌های انگلی برای پمپ کردن مادهٔ سمی از جدارهٔ سلولی خود به کار می‌برند تااندامهٔ میزبان خود را مسموم کنند. در مقیاس انسانی، شاید فکر کنیم که این کار شبیه چکاندن یا پاشیدن مایعی از خلال یک حفره باشد؛ اما در مقیاس باکتریایی وضع به گونه ای دیگر می‌نماید. هر مولکول مادهٔ تراوش شده، یک پروتئین سه بعدی و بزرگ در همان ابعاد خود تی تی اس اس است: بیشتر به یک مجسمه ای صلب می‌ماند تا به یک مایع. هر یک از این مولکول‌های سمّی توسط یک مکانیزم کاملاً ساخت یافته رها می‌شوند. این مکانیزیم بیشتر به ماشین فروش اتوماتیک که مثلاً اسباب بازی یا بطری نوشیدنی بیرون می‌دهد می‌ماند، تا روزنه ای که مایع از آن «جاری» شود. خود ماشین توزیع کنندهٔ مولکول هم از تعداد کمی مولکول پروتئین تشکیل شده، که ابعاد و پیچیدگی هرکدام شان در حد مولکولی است که بیرون می‌دهند. جالب این که در باکتری‌هایی هم که شباهت چندانی با هم ندارند ساختار اغلب این ماشین‌های باکتریاییِ مولکول پراکن مشابه است. احتمالاً ژن‌های ایجادکنندهٔ این ماشین‌ها از باکتری‌های دیگر «کپی کن، بچسبان» شده‌اند. باکتری‌ها در کپی برداری کاملاً زبردست هستند. مولکول‌های پروتئین تشکیل دهندهٔ تی تی اس اس بسیار شبیه مولکول‌های تشکیل دهندهٔ موتور تاژکی هستند. به نظر یک تکامل گرا آشکار است که در خلال تکامل باکتری‌های تاژک دار، مؤلفه‌های تی تی اس اس به خدمت کارکرد دیگری درآمده اند که خیلی بی ربط با کارکرد اولیه شان نیست. با توجه به اینکه تی تی اس اس مولکول‌ها را از خود بیرون می‌راند، عجیب نیست که موتور تاژکی این سازوکار اولیه را برای مقصود دیگری به کار گرفته، که همان دَوَارن مولکول‌های محور باشد. مسلماً مؤلفه‌های اصلی موتور تاژکی از قبل موجود بوده و پیش از تکامل یافتن موتور تاژکی مشغول به خدمت دیگری بوده‌اند. پس یکی از شیوه‌های مؤثر برای توضیح این که چگونه اجزای مکانیزم‌هایی که ظاهراً پیچیدگی تجزیه ناپذیر دارند توانسته‌اند به قلهٔ محال صعود کنند، ملاحظهٔ تغییرات در کارکرد مکانیزم‌های موجود است.»